# 2021년 북대서양 허리케인

## 설명
- 활동 기간은 미국 날짜로 표시한다.

## 활동한 허리케인

### 제7호 메이저 허리케인 그레이스
동태평양 열대폭풍 마티의 발생에 기여했다.

## 같이 보기
- 2021년 태풍
- 2021년 동태평양 허리케인
- 2021년 북인도양 사이클론